# 皮拉图斯PC-12
皮爾圖斯PC-12（英語：Pilatus PC-12）是由位於瑞士施坦斯的皮拉圖斯飛機公司自1991年所生產的單引擎渦輪螺旋槳發動機客貨兩用飛機。該飛機的主要客戶是企業運輸和支線客機運營商。PC-12是世界上最暢銷的單引擎渦輪螺旋動力飛機並已經保持多年； 截至2019年10月，該飛機已交付1,700架。

## 外部連接
- 官方网站